# 吉川ひとみ
吉川 ひとみ（よしかわ ひとみ、1978年12月6日 - ）は、日本の元レースクイーンでありタレントである。趣味と特技の釣りが高じ釣り師の仕事も行う。スーパーウイング及びスタークコーポレーションに所属する。かつてはフェイスネットワークに所属していた。

## 人物
- 1978年[1]、12月6日午後7時53分[2]神奈川県で生まれる。弟が1人いる[3]。
- 趣味は神輿担ぎ、釣り、ボディボード、スノーボード、パチンコ、特技は寿司握り、潜水[4]。
- 実家は神奈川県茅ヶ崎市で磯料理店を営んでいた[5]。
- RAYBRIGレースクイーンの先輩である篠崎ゆきとは公私共に仲が良く、仕事で一緒になることもある[6]。菅谷はつ乃とも仲が良く、ブログにも度々登場する[7]。三苫千景や白川茉知とも仲が良い[8]。
- レースクイーン引退後の現在でも、下記のように古巣RAYBRIGとの関係は続いている。
  - 2013年11月29日には、東京モーターショーのRAYBRIGブースにおいて、RAYBRIGレースクイーンOG３人（他の２人は篠崎ゆき、近藤和美）によるトークショーに参加した[9]。
  - 東京オートサロンの時期に合わせて幕張メッセ近辺で開催される「RAYBRIGレースクイーンファン感謝祭」に、2010年はOGとして参加[10]。また、2008年、2013年～2015年には、篠崎ゆきら他の「Waku-P」メンバーと共に、企画や運営にも関わった（2013年には、RAYBRIGレースクイーンOGではない菅谷はつ乃がゲストとして参加）[11][12][13][14][15]。
- 同じ釣りが趣味のSUPERGTドライバー高木真一と結婚し、夫妻で有名人の海釣り大会等によく参加している[16][17]。

## 主な活動

### レースクイーン
- 1998年：JGTC「CALSONICレディ」
- 1999年：フォーミュラ・ニッポン「森永乳業PikNik・Sunkistギャル」
- 2000年：JGTC「Super AUTOBACSレースクイーン」
- 2001年：JGTC「Weds Sport RACING PROJECT BANDOHレースクイーン」[18]
- 2002年：JGTC「Continentalレースクイーン」
- 2003年：フォーミュラ・ニッポン「Olympic KONDOレースクイーン」
- 2003年：JGTC「RE雨宮アスパラドリンクレースクイーン」
- 2004年：スーパー耐久「FieLDS SPEED GAL」
- 2005年 - 2006年：SUPER GT「RAYBRIGレースクイーン」

### その他
- 1998年：フジテレビ「K-1 GIRLS '98」
- 現在：Impress watch「法林岳之のケータイしようぜ!!」アシスタント（上述の篠崎・菅谷と輪番で出演）

## DVD
- 吉川ひとみのピーカン気分（2004年7月31日発売・つくばテレビ）
- 錯覚 Delusion（2005年3月24日発売・イーネットフロンティア）